# Calembour
Calembour è un termine originario della lingua francese, che indica un particolare gioco di parole, basato sull'omofonia di parole che si pronunciano in maniera identica o simile ma hanno significato diverso. Pare che la parola derivi dal conte Kalenberg di Vestfalia, l'ambasciatore tedesco presente alla corte di re Luigi XV di Francia, il quale pronunciava male le parole in francese e dava spesso luogo a ridicoli errori di comprensione da parte dei raffinati parigini, che presero a definire tutti i doppi sensi "kalenberg", poi corrotto pian piano in "calembour", man mano che si perse memoria di questo goffo ambasciatore straniero.

## Definizione
La parola calembour indica un particolare gioco di parole, basato sull'omofonia di parole che si scrivono in maniera identica o simile ma hanno significato diverso. Un altro sistema per ottenere un calembour è quello di collocare le parole in una frase in modo che l'ultima sillaba della prima parola insieme alla seconda parola ne formi una terza, di un certo significato. Vi sono anche calembour basati sulla polisemia o omonimia di alcune parole: la frase "siamo soli" può voler dire "siamo in solitudine" oppure "siamo astri splendenti".
Fanno parte dei calembour anche i kakemphaton (dal greco κακέμφατος, "che suona male").

## Ilcalembournella storia
Anche nei geroglifici dell'antico Egitto sono stati individuati dei calembour, favoriti anche dall'abbondanza di caratteri usati (circa ottocento) e dalla loro somiglianza. Freud riteneva il calembour un'arguzia legata a un gioco di parole, ovvero un modo privilegiato di manifestarsi dell'inconscio.

## Ilcalembourcome strumento di comunicazione
Viene utilizzato come strumento di comunicazione da scrittori, attori comici, fredduristi, barzellettieri, pubblicitari (si pensi ad: «Alitalia - Vi voliamo bene»), titolisti, giornalisti, comizianti, manifestanti ed enigmisti. Si tratta di un tipo di comunicazione "bidirezionale", perché, nel creare frasi equivoche e allusioni, si vuole attirare l'attenzione del lettore o dell'ascoltatore attraverso una sua partecipazione interpretativa. Anche nel cosiddetto "marketing politico" viene spesso usata la tecnica del calembour, che (facendo leva sul pathos) risulta più efficace di tanti discorsi che invece fanno leva sul logos (Migliorini 1963).